# Perutýn ohnivý
Perutýn ohnivý (Pterois volitans) je jedovatá dravá ryba z čeledi ropušnicovitých (Scorpaenidae) žijící v Indickém, Tichém a nejnověji i v Atlantském oceánu, a to převážně v mělkých vodách a na korálových útesech. Pro člověka není jeho jed obvykle smrtelně jedovatý, ale zasažení bývá značně bolestivé s dlouhotrvající rekonvalescencí. Perutýn využívá jed pouze k sebeobraně, a pokud není ohrožen, sám neútočí.
Jedná se o samotářskou rybu, která žije v menších společenstvích jenom v mládí nebo v době rozmnožování. V dospělosti se jedná o silně teritoriální rybu, která brání svoje území, jak před cizími, tak i před jedinci stejného druhu. Případné narušitele zahání svým vzhledem nebo jedem, kterým disponuje. Samečci perutýna jsou mnohem agresivnější než samice.
V současnosti není perutýn ohnivý evidován jako ohrožený druh. Jedná se o hojný druh, nicméně s úbytkem a poškozováním korálových útesů se zmenšuje i oblast jeho přirozeného výskytu a současně klesá množství ryb, které může lovit, což vlivem jeho závislosti na hojnosti potravy na malém území může mít nepříznivý dopad na jeho populaci. Nicméně v Atlantiku, jímž se šíří od konce 20. století, je považován za nebezpečný invazní druh.

## Taxonomie
Perutýn ohnivý je dnes zpravidla řazen do čeledi ropušnicovití (Scorpaenidae), rodu perutýn (Pterois). Platným vědeckým jménem je Pterois volitans (Linné, 1758), ačkoliv Linné popsal stejný druh rovněž jako Gasterosteus volitans, tedy jako zástupce rodu koljuška (Gasterosteus). Temminck a Schlegel v roce 1843 použili chybně pro perutýna ohnivého názvu Pterois lunulata, ten je však dnes označením pro zcela jiný druh, česky označovaný jako perutýn pestrý.
Vlivem pokroku molekulární fylogenetiky je možné nahlédnout i do evoluce perutýnů. Zdá se, že perutýn ohnivý tvoří spolu s blízce příbuzným druhem Pterois miles v rámci rodu Pterois samostatnou vývojovou větev (někdy označována jako „Pterois“ clade). Tyto druhy se pravděpodobně oddělily před 2,4–8,3 miliony lety na základě procesu speciace, a to buď alopatrické (tzn. druhy byly zcela odděleny neznámou bariérou) nebo parapatrické (došlo k částečnému oddělení). Je však také možné, že P. volitans a P. miles nejsou dva druhy, ale pouze jeden, v rámci něhož však došlo k vytvoření dvou populací s mírně odlišnými geny (konkrétně proces třídění linií).

## Popis

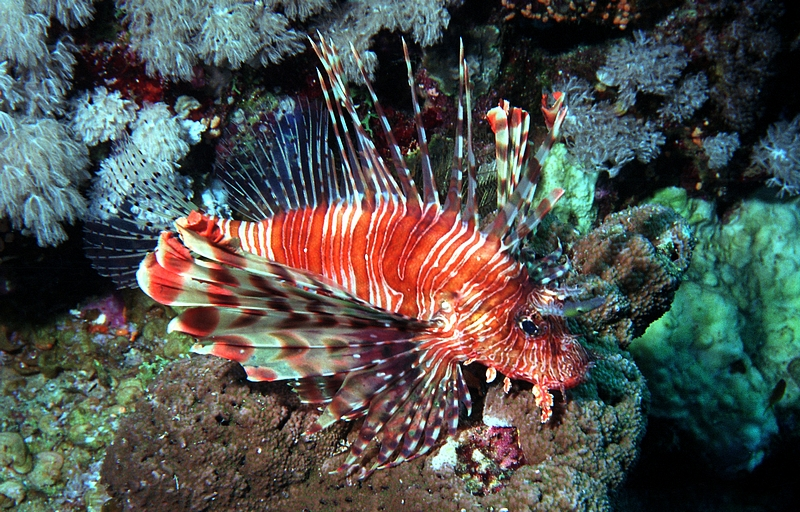
Jasně rudý perutýn

Jedná se o rybu s typicky načervenalým zbarvením, které narušuje bílé pruhování. Toto zbarvení slouží jako maskování, ale také jako výstraha potenciálním predátorům, že je jedinec jedovatý. Dorůstá délky přes 30 cm, výjimečně až 38 cm. Maximální zaznamenaná hmotnost jedince byla 1,2 kg a maximální věk 10 let. Jeho tělo je kolem celého těla vybaveno ploutevními paprsky. Tam, kde se dotýkají kůže, se nacházejí jedové žlázy, ze kterých vylučují jedovatý sekret. Tyto paprsky jsou přeměněnými ploutvemi a s jejich pomocí ryba vypadá větší, čehož využívá v ohrožení. Tehdy se ryba zastaví a roztáhne ploutevní paprsky, čímž opticky zvětší svojí velikost a připraví bodce s jedem.

### Jed

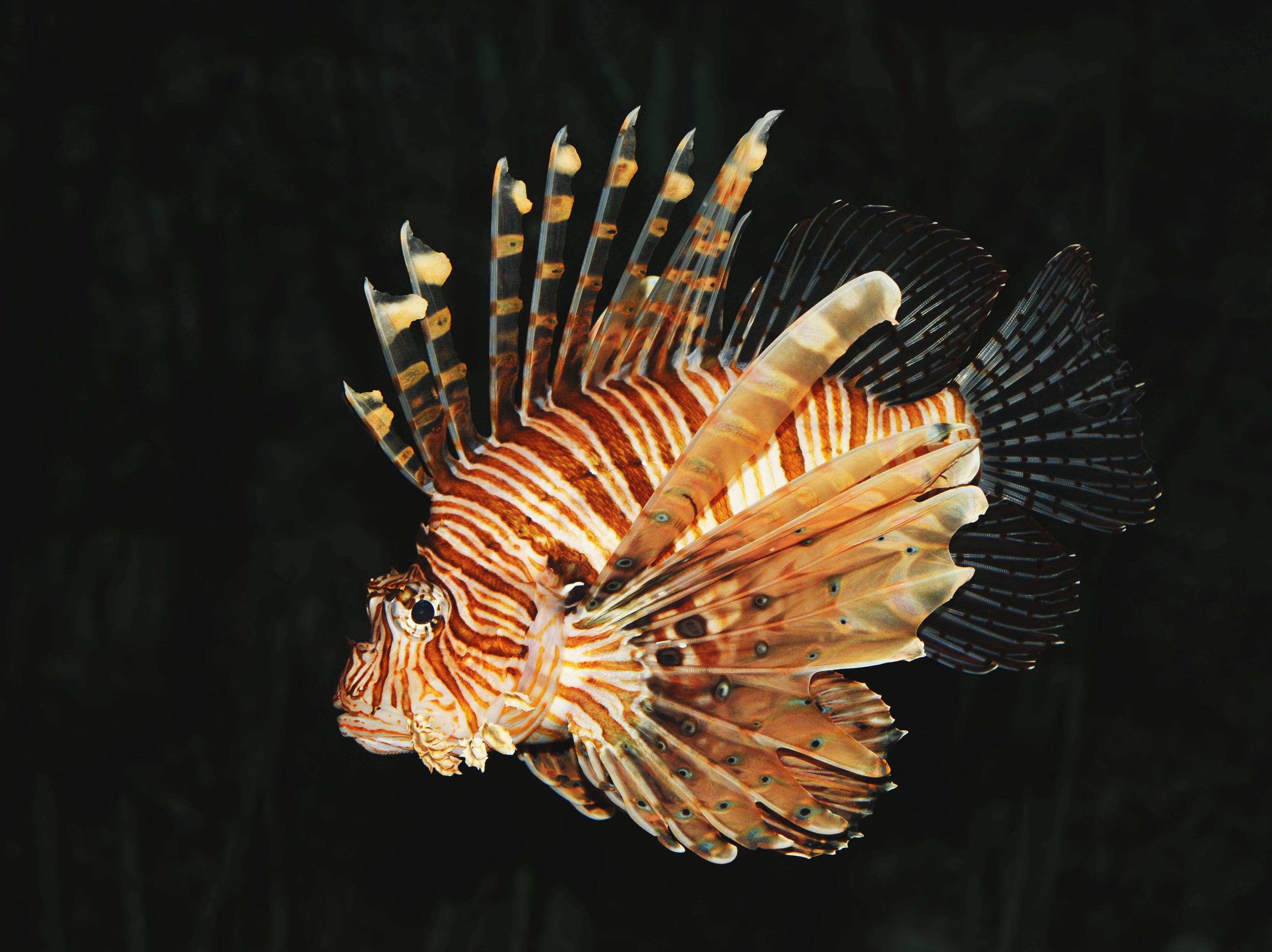
Perutýn ohnivý

Perutýn ohnivý vylučuje z jedových žláz na konci hřbetní, břišní a řitní ploutve toxin (ze skupiny ichthyotoxinů, tedy toxinů ryb). Celkem je těchto žláz na těle 17–18, nejvíce na hřbetu. Samotným jedem je zřejmě určitý protein o molekulové hmotnosti 150 000 Daltonů, ale tekutina obsahuje také acetylcholin s neurotoxickým účinkem a rovněž další toxin s účinkem na nervosvalový přenos vzruchů. Byl však také detekován jeden jed nebílkovinného složení. Nebezpečný ichthyotoxin je možné pro výzkumné účely odebrat pouze z živého perutýna, po jeho smrti se toxin rozpadá.
Člověk s jedem nejčastěji přijde do kontaktu, když čistí jejich akvárium nebo s rybami manipuluje. Pokud zasáhne člověka, způsobuje značnou bolest, nejintenzivnější v první hodině až hodině a půl, ale trvající až 6–12 hodin. Vzácně může bolest vytrvat až čtyři dny, v některých případech až měsíc. Zasažený člověk se začne silně potit, trpí bolestmi a mohou se u něj objevit i dýchací potíže. První pomocí je obvykle ponoření zasažené části do 45 °C horké vody, což umožňuje snížit bolest a pomáhá inaktivovat jed. V některých případech však horká voda nevykazuje účinek. Odborníci dále doporučují odstranit zasaženou pokožku a případné zbytky jedových trnů z ryby, aplikovat vakcínu proti tetanu a použít antibiotika a analgetika. Pokusy naznačují, že vhodným protijedem je toxin z odrance pravého.

### Potrava

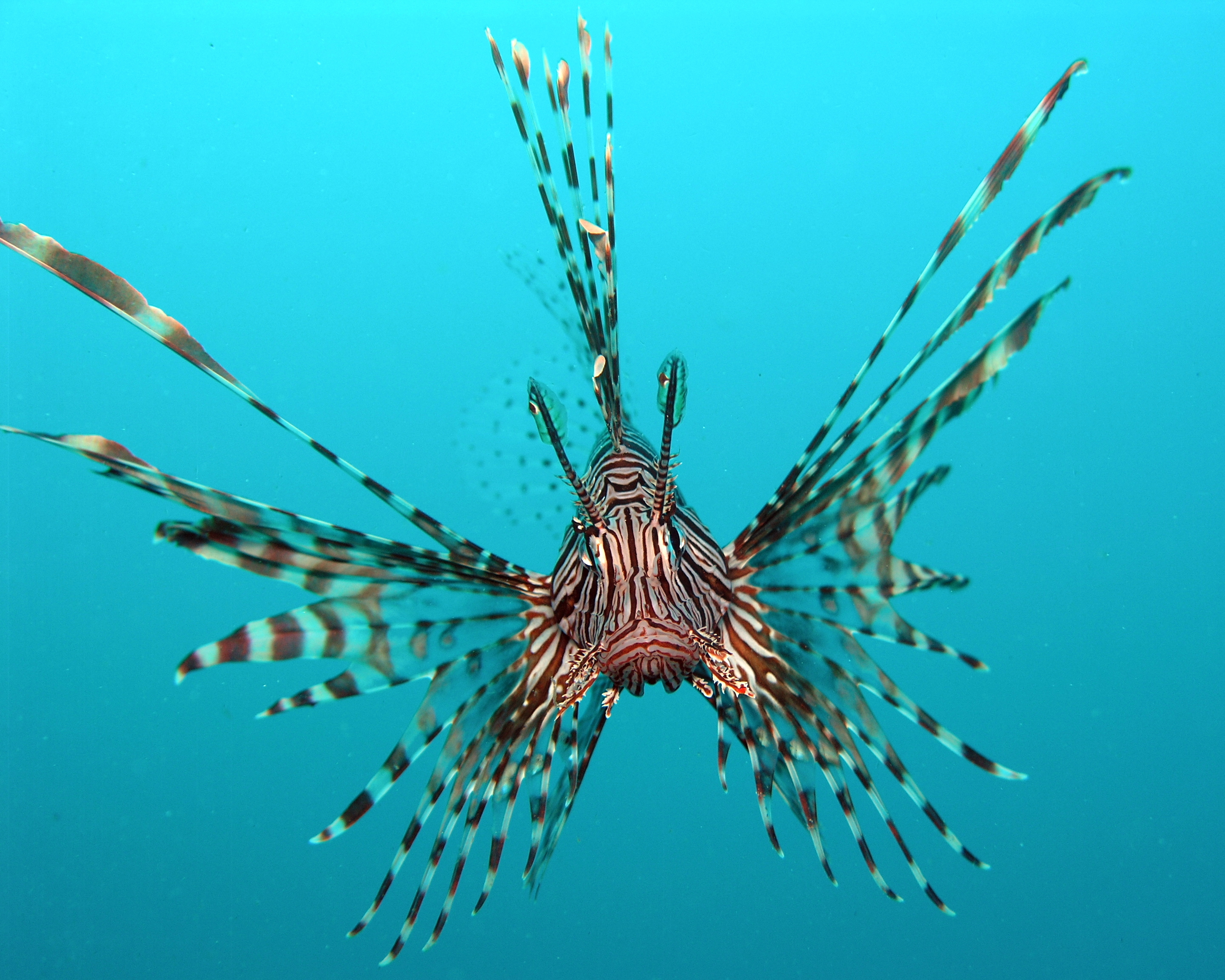
Čelní pohled na perutýna ve volné vodě

Perutýn ohnivý je dravá ryba, které loví převážně malé rybky, korýše, krevety, kraby či garnáty za šera, kdy je v oblasti korálových útesů aktivita života nejvyšší. Denní tvorové se stahují do nocovišť, kdežto noční začínají být aktivní. Toto nahromadění života klade minimální nároky na výdej energie perutýna, který vyčkává na svou kořist. Ve většině korálových společenství se jedná o dravce na vrcholku potravního řetězce. Nejvíce kořisti uloví během první hodiny své večerní aktivity. K rybě se pomalu přiblíží a následně velmi rychlým otevřením tlamy nasaje vodu i s kořistí do jícnu, kde je voda následně vyloučena a ponechána pouze kořist. Jedná se o akt často tak rychlý, že okolní rybky v hejnu ani nepostřehnou první útok.
V otevřených vodách byla pozorována i další technika lovu. Perutýn vyčkává nedaleko mořské hladiny a parazituje na unikajících rybkách lovených jiným predátorem.
Mláďata perutýna denně spořádají v průměru 5,5 až 13,5 gramu potravy, dospělý jedinec pak až 14,6 gramu. Pokud je nasycen, nemusí perutýn jíst po dobu přesahující až 24 hodin. Perutýn se chová kanibalisticky, tj. požírá mláďata vlastního druhu, pokud na ně narazí.
Perutýni jsou napadání žraloky, murénami anebo loveni lidmi.

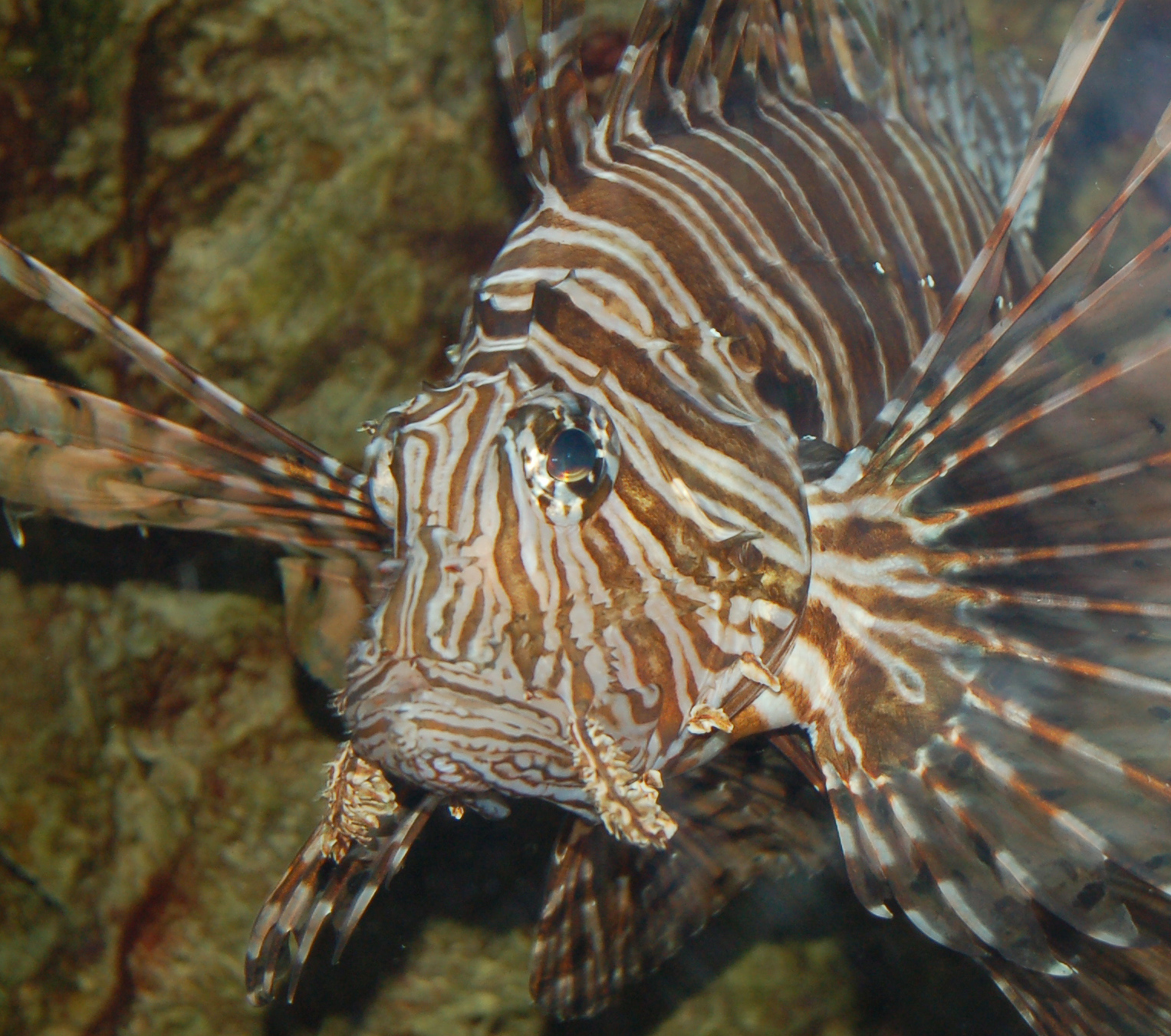
Detail hlavy

### Rozmnožování
Perutýn je samotářská ryba, která se do společnosti dalších jedinců vydává pouze v období reprodukce. V tomto období většinou jeden sameček vytvoří skupinu se 3 až 8 samičkami. V období reprodukce mění svůj vzhled. Samečkové tmavnou a jejich pruhování částečně mizí, jejich povrch je pak méně různorodý. Oproti tomu samičky v době zralosti vajíček blednou. V oblasti břicha a tlamy mají pak až stříbrně bílou barvu.
Se začátkem stmívání se začne sameček dvořit. Jakmile si najde samičku, která opětuje jeho dvoření, vydají se spolu blíže mořské hladině, kde dojde k pohlavnímu aktu. Samička uvolňuje do vody dva svazky s velkým množstvím vajíček (2000 až 15 000), která jsou oplodněna mlíčím vypouštěným samečkem. Oplodněná vajíčka jsou následně unášena mořskými proudy do širokého okolí. Zpočátku jsou spojena k sobě a až časem se rozdělí na menší celky.
Přibližně 12 hodin po oplodnění vajíčka se začne tvořit embryo. Za 18 hodin vzniká hlava a oči a za 36 hodin již vzniká celá larva. Po čtyřech dnech již larva může sama velmi dobře plavat a přijímat samostatně potravu.

## Výskyt

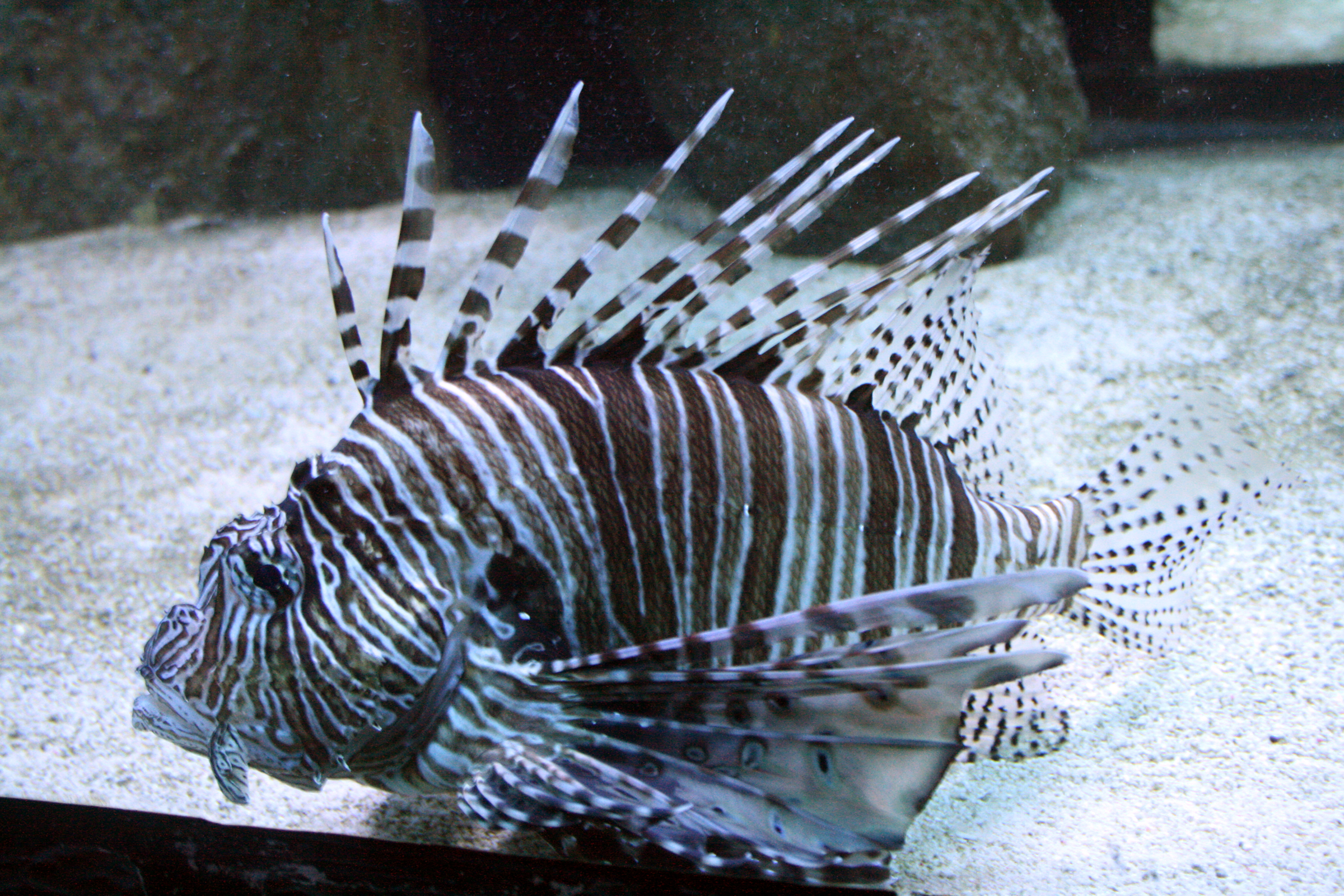
Pražské akvárium Mořský svět

Perutýn ohnivý se vyskytuje v teplých tropických mořských vodách v oblasti Indického a Tichého oceánu, kde žije mezi korálovými útesy. Obývá tak pobřežní vody od Nového Zélandu a Austrálie, přes Malajsii, Japonsko až po Jižní Koreu. Vyskytuje se přibližně do hloubky 50 metrů. Na západ od Sumatry až do Rudého moře se perutýn ohnivý nevyskytuje, ačkoliv je z této oblasti často hlášen pro svou podobnost s perutýnem Pterois miles. Také nálezy z Mosambiku zřejmě souvisí s druhem P. miles. Přes den je perutýn schovaný ve skalních dutinách, pod převisy, či v jiných vhodných úkrytech. Pokud se cítí ohrožen, začne předvádět svoje paprskové ostny vyzbrojené jedem.
Od roku 1992 se vyskytuje jako nepůvodní druh v oblasti Key Biscayne na Floridě, kam se dostal během hurikánu Andrew, který poškodil soukromá akvária ve zdejším oceanáriu, ze kterých uniklo 6 kusů. Během let 2004 až 2006 došlo až k 50 % nárůstu jeho populace. U pobřeží Severní Karolíny se mezi lety 2004 až 2008 dokonce zdesetinásobila. Odborníci zatím nevědí, jaké dopady to bude mít na zdejší ekosystém. Z této oblasti se začal druh rychle šířit a v současnosti je možné se s nimi setkat na východním pobřeží Spojených států od Floridy až po New York, včetně pobřeží Bahamských ostrovů, kde jako nový invazivní druh začíná narušovat potravní řetězec, a decimovat tak přirozený ekosystém. Směr tohoto rozšíření je značně urychlen mořským prouděním v oblasti, kdy postupující Golfský proud odnáší vajíčka z Floridy do severnějších oblastí. Předpokládá se, že se bude jednat o největší ekologickou katastrofu invazním druhem v oceánu, kterou člověk způsobil.

## Hospodářský význam
Perutýn ohnivý je velmi ceněnou rybou v gastronomii a je považován za vyhlášenou pochoutku. Pro její přípravu je ale nutné umět odstranit jedové žlázy. Perutýn ohnivý se také často chová v mořských akváriích jako dekorační ryba. Roční obrat z jejich prodeje přesahuje miliardu amerických dolarů. Jejich chov je poměrně nenáročný a ryba si rychle na nové podmínky zvykne. Jediným úskalím je rozmnožování, které je v zajetí nanejvýš složité.
V oblasti Karibiku se předpokládá, že přemnožení perutýna a následný rozvrat ekosystému bude mít nepříznivý dopad na místní rybáře a oblibu oblasti mezi potápěči, což povede ke ztrátě příjmů.